# Пера (име)
Пера је унисекс име које се користи у Србији као изведено од имена Петар и где је најчешће мушко и у Хрватској као изведено од Петра и ту је најчешће женско. У тој земљи ово име је најчешће међу житељима Сплита, Загреба и Сиња. Користи се и у другим језицима и потиче од хебрејског Peri у значењу „циљ“ или „резултат“.